# Diocesi di Rusubbicari
La diocesi di Rusubbicari (in latino: Dioecesis Rusubbicarensis) è una sede soppressa e sede titolare della Chiesa cattolica.

## Storia
Rusubbicari, identificabile con le rovine di Mers-El-Hadjedj nell'odierna Algeria, è un'antica sede episcopale della provincia romana della Mauritania Cesariense.
Sono tre i vescovi documentati di questa antica diocesi africana. Secondo la testimonianza di sant'Agostino, il vescovo donatista di Rusubbicari, di cui non è fatto il nome, aprì le porte della città durante la rivolta del principe moro Firmo nel 371/372 contro i Romani.
Alla conferenza di Cartagine del 411, che vide riuniti assieme i vescovi cattolici e donatisti dell'Africa romana, prese parte il donatista Costanzo; la diocesi in quell'occasione non aveva vescovi cattolici.
Il nome del vescovo Paolino appare al 77º posto nella lista dei vescovi della Mauritania Cesariense convocati a Cartagine dal re vandalo Unerico nel 484; Paolino, come tutti gli altri vescovi cattolici africani, fu condannato all'esilio.
Dal 1933 Rusubbicari è annoverata tra le sedi vescovili titolari della Chiesa cattolica; dal 23 agosto 2013 il vescovo titolare è Jose Puthenveettil, vescovo ausiliare di Faridabad.

## Cronotassi

### Vescovi residenti
- Anonimo † (menzionato nel 371/372) (vescovo donatista)
- Costanzo † (menzionato nel 411) (vescovo donatista)

- Paolino † (menzionato nel 484)

### Vescovi titolari
- José da Silva Chaves (29 novembre 1967 - 14 maggio 1976 nominato vescovo di Uruaçu)
- Victor León Esteban San Miguel y Erce, O.C.D. † (31 maggio 1976 - 4 aprile 1995 deceduto)
- Douglas William Young, S.V.D. (14 aprile 2000 - 17 luglio 2006 nominato arcivescovo di Mount Hagen)
- Sergio Osvaldo Buenanueva (16 luglio 2008 - 31 maggio 2013 nominato vescovo di San Francisco)
- Jose Puthenveettil, dal 23 agosto 2013